# Oskar Bätschmann
Oskar Bätschmann (* 15. September 1943 in Luzern) ist ein schweizerischer Kunsthistoriker.

## Werdegang
Bätschmann besuchte Schulen in Kriens und Luzern. Er studierte Kunstgeschichte, Germanistik und Philosophie in Florenz und an der Universität Zürich. Auf die Promotion bei Emil Maurer an der Universität Zürich 1975 folgten Forschungsaufenthalte mit Habilitationsstipendium in Rom an der Bibliotheca Hertziana, in Paris an der Bibliothèque nationale de France des Louvre und in London am Warburg Institute.
Von 1978 bis 1983 war Bätschmann Konservator am Museum für Gestaltung in Zürich und ab 1979 Lehrbeauftragter an der Universität Zürich. Nach seiner Habilitation 1981 hatte er Lehraufträge an der Universität Zürich und an der Universität Bern. Von 1984 bis 1988 war er Professor für Kunstgeschichte an der Albert-Ludwigs-Universität in Freiburg im Breisgau, von 1988 bis 1990 Professor für Kunstgeschichte an der Justus-Liebig-Universität Gießen und danach von 1990 bis 1991 Getty-Scholar am Getty Center for the History of Art and the Humanities, Santa Monica, Er wurde ordentlicher Professor für Kunstgeschichte der Neuzeit und der Moderne an der Universität Bern und Mitdirektor des Instituts für Kunstgeschichte.
Von 1992 bis 2015 war er Vorstandsmitglied der Schweizerischen Akademie der Geistes- und Sozialwissenschaften (SAGW), von 2001 bis 2003 Dekan der Philosophisch-historischen Fakultät der Universität Bern, von 2004 bis 2012 Mitglied der Nationalen Forschungskommission des Schweizerischen Nationalfonds für wissenschaftliche Forschung und bis 2015 Mitglied der SNF-Kommission für Förderungsprofessuren. 2008/09 und 2016 lehrte er an der National Normal University in Taipeh.
Seit seiner Emeritierung fungierte er als Professorial Fellow und Leiter des Projekts Ferdinand Hodler. Catalogue raisonné der Gemälde am Schweizerischen Instituts für Kunstwissenschaft (SIK ISEA) tätig. 2009/10 war er Wittkower-Professor an der Bibliotheca Hertziana (Max-Planck-Institut) in Rom und 2012/13 Professor am Center for Advanced Study in the Visual Arts (CASVA) in der National Gallery of Art, Washington, D.C. 2010 wurde Bätschmann zum ordentlichen Mitglied der Academia Europaea gewählt. Seit 2017 ist er Ehrenmitglied der Schweizerischen Akademie der Geistes- und Sozialwissenschaften (SAGW).
Bätschmann ist Verfasser zahlreicher Bücher. Schwerpunkte seiner Forschung sind Leon Battista Alberti, Hans Holbein der Jüngere, Nicolas Poussin, Ferdinand Hodler, die Geschichte des modernen Künstlers und methodologische Probleme der Kunstgeschichte. Er prägte den Begriff des Ausstellungskünstlers.
Sein Vorlass befindet sich in der Burgerbibliothek Bern.

## Schriften (Auswahl)
- Nicolas Poussin, diaclectics of painting. Reaktion Books, London 1990.
- zusammen mit Pascal Griener: Hans Holbein. Reaktion Books, London 1997, ISBN 0-948462-96-5.
  - 2., überarbeitete und erweiterte Auflage:  Reaktion Books, London 2014, ISBN 978-1-78023-171-6
  - deutsche Ausgabe: DuMont, Köln 1997, ISBN 3-7701-3923-2 (auch französische und niederländische Ausgaben).
- Ausstellungskünstler. Kult und Karriere im modernen Kunstsystem. DuMont, Köln 1997, ISBN 3-7701-4024-9.
- Giovanni Bellini. Reaktion Books, London 2008.
  - deutsche Ausgabe: C.H. Beck, München 2008.
- Edouard Manet. C.H. Beck, München 2015.
- Ferdinand Hodler. Catalogue raisonné der Gemälde, 4 Bände. Schweizerisches Institut für Kunstwissenschaft und Scheidegger & Spiess, Zürich 2008–2018.
- Das Kunstpublikum. Eine kurze Geschichte. Hatje Cantz Verlag, Berlin 2023, ISBN 978-3-7757-5527-6.